# Suat Yalaz
Suat Yalaz (Pseudonym Gi Toro; * 1932 im Landkreis Çiçekdağı / Provinz Kırşehir; † 2. März 2020) war ein türkischer Comicautor und -zeichner, Karikaturist, Drehbuchautor und Regisseur. Er erschuf eine Reihe von klassischen Comicfiguren des türkischen Comics, die berühmtesten davon sind Karaoğlan und Yandım Ali. Als Sujet für seine Comics wählte er meistens verschiedene Zeitabschnitte der türkischen Geschichte.